# Riccardo Fogli
Riccardo Fogli (n. 21 octombrie 1947, Pontedera, Toscana, Italia) este un cantautor italian.